# Église Sainte-Colombe de Finestret
L'église Sainte-Colombe est l'église paroissiale de Finestret, dans les Pyrénées-Orientales. Fortement remaniée, elle comporte quelques restes de l'église romane primitive.

### Fiches d'inventaire
- « Église paroissiale Sainte-Colombe », inventaire Gertrude Occitanie, sur laregion.fr.
- « Statues de la Vierge et de sainte Colombe », inventaire Gertrude Occitanie, sur laregion.fr.
- « Maison Tixedor et ancien presbytère », inventaire Gertrude Occitanie, sur laregion.fr.
- « Oratoire Sainte-Colombe et Sainte-Eulalie », inventaire Gertrude Occitanie, sur laregion.fr.
- « Monument de la Semaine sainte », inventaire Gertrude Occitanie, sur laregion.fr.